# Bosque estatal de Matanzas
Bosque estatal de Matanzas (en inglés: Matanzas State Forest)  es un área forestal protegida en el noreste del estado de la Florida, en el sureste de los Estados Unidos. Se localiza cerca de la localidad de San Agustín (St. Augustine), posee una superficie estimada de 19,06 kilómetros cuadrados. Administrativamente forma parte del condado de St. Johns y está gestionado por el departamento de protección ambiental de la Florida.